# Éditions VDB
Éditions VDB est une maison d'édition française créée par Dirk Van Den Bosch en 1985, spécialisée dans les ouvrages en grands caractères et (depuis 1993) les livres audio.
L'entreprise a été ensuite dirigée par Christine Van Den Bosch, fille du fondateur.
Le siège était à La Roque-sur-Pernes (Vaucluse).
La société a été mise en redressement judiciaire le 4 avril 2018, converti en liquidation judiciaire le 27 juin 2018.